# 8891 Irokawa
8891 Irokawa este un asteroid din centura principală de asteroizi.

## Descriere
8891 Irokawa este un asteroid din centura principală de asteroizi. A fost descoperit pe 1 septembrie 1994 la Kitami de Kin Endate și Kazuro Watanabe. El prezintă o orbită caracterizată de o semiaxă mare de 3,15 ua, o excentricitate de 0,23 și o înclinație de 9,4° în raport cu ecliptica.